# Strikers 1945
Strikers 1945 (ストライカーズ1945 Sutoraikāzu 1945?) es un videojuego de género matamarcianos con scroll vertical creado para arcade y lanzado en 1995 por la compañía japonesa Psikyo. Debido a su género, su ambientación y a su nombre, la mayoría de sus seguidores lo consideran un homenaje al clásico videojuego de Capcom 1942. El juego fue lo suficientemente exitoso para que Psikyo creara posteriormente dos secuelas más: Strikers 1945 II y Strikers 1945 III (conocido en Japón como Strikers 1999), así también como una secuela exclusiva para Neo-Geo de nombre Strikers 1945 Plus (el cual es una versión alterna de Strikers 1945 II).

## Aviones
Strikers 1945 utiliza aviones existentes en la realidad, estos son:
1. P-38 Lightning
2. P-51 Mustang
3. Supermarine Spitfire
4. Messerschmitt Bf 109
5. Mitsubishi A6M2 Zero
6. Kyushu J7W Shinden

## Versiones
Debido al éxito del título, Psikyo decidió lanzar Strikers 1945 a consolas. El juego fue lanzado exclusivamente en Japón a las plataformas PlayStation y Sega Saturn bajo la distribución de Atlus en 1996 y posteriormente fue lanzado en PlayStation 2 el 2001 dentro de la colección Psikyo Shooting Collection Vol. 1: Strikers 1945 I & II, desarrollada y distribuida por Taito. En Estados Unidos el juego de nombre Strikers 1945 apareció el 2003 para PlayStation por Agetek, sin embargo el juego es realmente su secuela Strikers 1945 II.